# 2017年8月21日の日食

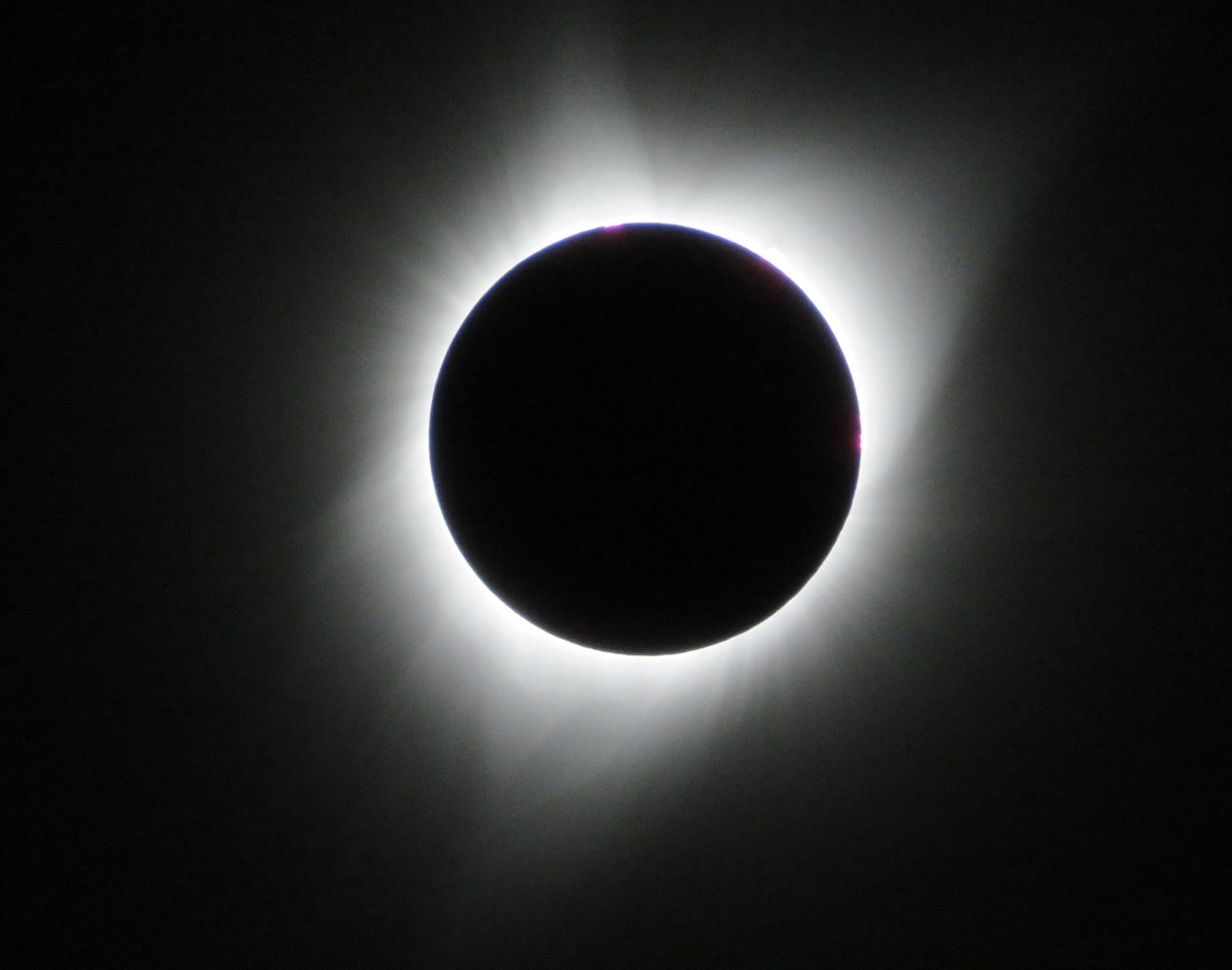
ワイオミング州での皆既日食

2017年8月21日の皆既日食は皆既帯がアメリカ合衆国本土のみを通過し、他の地域では部分日食となった。以前に合衆国本土を横断した皆既日食は1918年6月8日の日食である。
日食は太陽と地球の間を月が通過することで起こり、地球から見ると太陽全体、またはその一部が覆われて見える。皆既日食は月の見かけの直径が太陽より大きい場合に、直射日光が遮られて昼間でも暗くなる。皆既日食は地表を横断する細い経路上でのみ起こり、その周囲では数千キロにわたり部分食を観測できる。
この日食はサロス周期の145番系列に属し、その系列で起こる77回のうちの22回目にあたる。1999年8月11日の日食も145番系列に属する。この系列の皆既時間は拡大しつつあり、2522年6月25日に最長となって7分12秒継続する。
米国本土で起きる日食としては1979年2月26日の日食以来である 。皆既帯は14州を通り、部分日食はより多くの州で見られた。日食はアメリカ太平洋時間8月21日9:06にオレゴン州の太平洋岸で部分日食としてはじまり、サウスカロライナ州でアメリカ東部時間16:06に部分日食として終わった。
特に小集落に観光客が流入することによる物流の問題や日食メガネの不足が懸念された。
今後合衆国を横断する皆既日食は2024年4月8日 (12州) 、2045年8月12日 (10州) 、月の見かけの大きさが太陽より小さいときに起こる金環食は2023年10月14日 (9州) 及び2048年6月11日 (9州) に起きる。

## 観測

2017年8月の日食で引き起こされる影で、小さい黒い点は皆既帯を追う

現地時間の2017年8月21日に観測。皆既日食の食分は1.0306で、幅70マイル (110km) の細い皆既帯は米国本土の14州、オレゴン州、アイダホ州、ワイオミング州、モンタナ州、アイオワ州、カンザス州、ネブラスカ州、ミズーリ州、イリノイ州、ケンタッキー州、テネシー州、ジョージア州、ノースカロライナ州、サウスカロライナ州を横断する。
アメリカ太平洋時間10:15にオレゴン州の太平洋沿岸ではじまり、その後、オレゴン州セーレムには、 ワイオミング州キャスパー、 ネブラスカ州リンカーンは、 ミズーリ州カンザスシティ、 ミズーリ州セントルイス、、ケンタッキー州ホプキンズヴィル、 テネシー州ナッシュビル、 サウスカロライナ州コロンビア、最後には サウスカロライナ州チャールストンで終わった（部分日食はより拡大し、太平洋標準時9:00に太平洋沿岸のオレゴン州の沿岸から見られた）。
最も継続時間が長いのは2分41.6秒で、北緯37度35分0秒 西経89度7分0秒 / 北緯37.58333度 西経89.11667度 に イリノイ州の巨大な市州立公園、 カーボンデールで見られる。最大限 (幅) は 北緯36度58分0秒 西経87度40分18秒 / 北緯36.96667度 西経87.67167度 で、ケンタッキー州 セルリアンの ホプキンズヴィル - プリンストンの間となる。東南米で皆既日食が見られるのは、フロリダでのみ観測された1970年3月7日の日食以来であった。
月の半影にはいるより幅広い範囲、北米、南米の北部、 西欧、 アフリカ 、北東アジアで部分日食が見られた。

## 米国に関連する日食

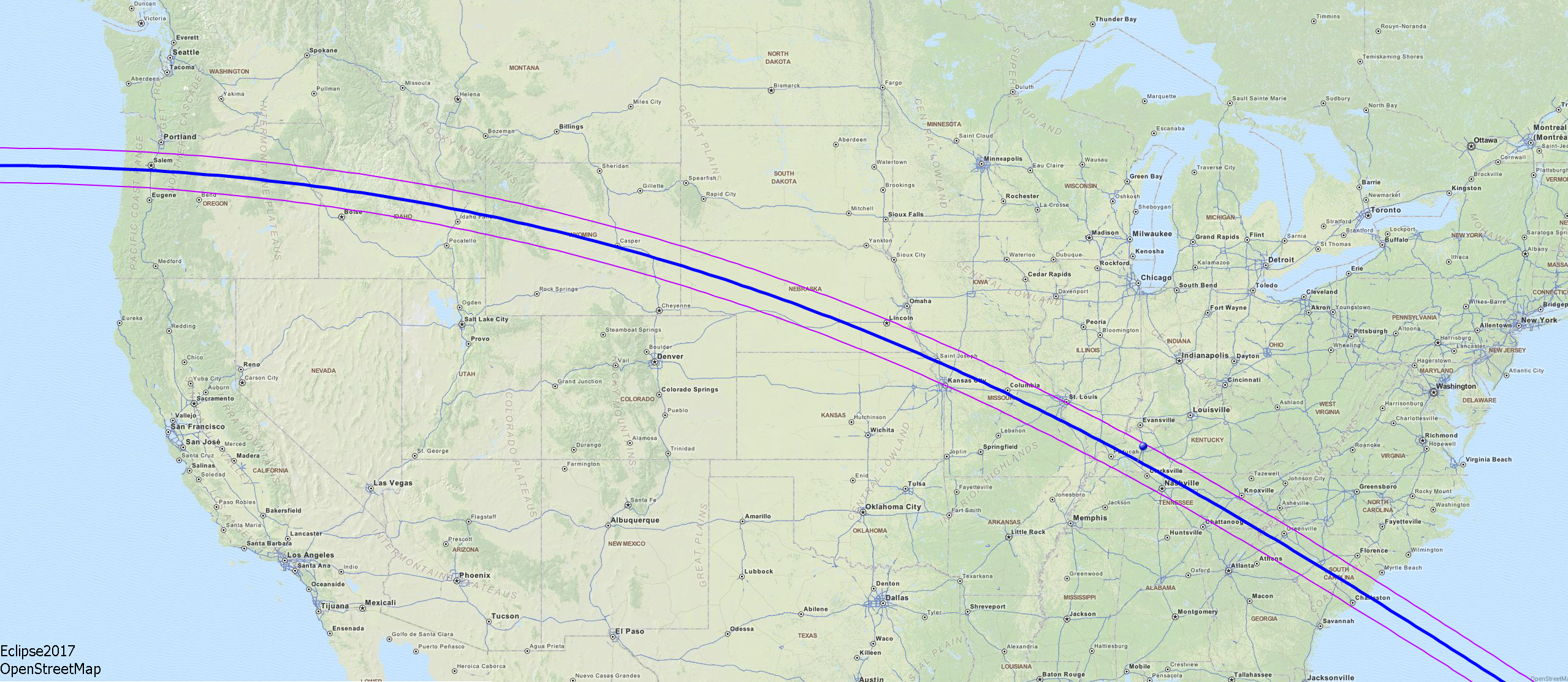
米国における、日食が見られる領域

米国で見られる今回の皆既日食は、1991年11月の日食以来（ただしこれはハワイでのみ観測された。米国本土で見られる皆既日食としては1979年以来）。
1979年2月26日の日食では、皆既帯はワシントン州、 オレゴン州、 アイダホ州、 モンタナ州、 ノースダコタ州のみを通った。その後40年近く本土では皆既日食が見られないことから多くの観光客が太平洋岸北西部を訪れ皆既日食を観測した。
1972年7月10日の日食では、ノバスコシア州の近くを通る皆既日食を求めて4日間の大西洋クルーズに参加したアメリカの科学者やアマチュア天文家もいた。このクルーズの主催者はは天文雑誌の広告やプラネタリウムのアナウンスで、合衆国において次の日食は2017年まで見られないことを強調した。
2017年の皆既日食は皆既帯が太平洋沿岸から大西洋の沿岸に至るものとしては1918年以来である。また、合衆国内だけを通るものとしては、1776年の独立以来初めてであった（皆既帯が現在の合衆国の領土のみを通過した日食としては1257年6月13日のものが最後であった）。
今回の日食の経路は来る2024年4月8日の日食のものと南イリノイのマカンダ、カーボンデールの南のシダー湖で交わる。このマカンダ、カーボンデール, ミズーリ州ケープジラード、 ケンタッキー州パデューカを含む小さな領域では、7年をおかずに皆既日食が2回観られる。
2045年8月12日の日食は400km (250マイル) ほど南西にずらして今回とほぼ同じ経路を辿り、やはり太平洋岸と大西洋岸を跨ぐが、継続時間は今回の2倍である。
合衆国本土の日食として継続時間 (最長3分8秒) で比較できる ものは 1970年3月7日の日食で、アメリカ合衆国東海岸のフロリダからヴァージニアにかけてだった。
NASAでは移動する月の影から長時間観測するため、WB-57の機首にカメラを内蔵した望遠鏡を搭載し、2機でリレー式に追尾した。

## 余談
皆既日食当日、ボニー・タイラーがカリブ海の豪華客船上で、自身最大のヒット曲である『愛のかげり』（原題"Total Eclipse of the Heart"を直訳すると「心の皆既食」）を歌った。なお、日食の継続時間に合わせて、曲の一部がカットされると報じられている。